# Solatopupa similis
Espèce
Synonymes
- Chondrina similis (Bruguiere, 1792)[2]
- Pupa variegella L. Pfeiffer, 1848[3]

Statut de conservation UICN

 LC  : Préoccupation mineure
Répartition géographique
Solatopupa similis, communément appelé Maillot cendré, est un petit gastéropode terrestre méditerranéen de la famille des Chondrinidae.

## Répartition
Solatopupa similis se rencontre en Espagne, en France, en Italie et en Suisse. Mais dans ce dernier pays cette espèce est rare et n'est présente que dans peu de sites.